# Xanthetis pardalina
Xanthetis pardalina là một loài bướm đêm thuộc phân họ Arctiinae, họ Erebidae.